# Macapta carnescens
Macapta carnescens är en fjärilsart som beskrevs av William Schaus 1906. Macapta carnescens ingår i släktet Macapta och familjen nattflyn. Inga underarter finns listade i Catalogue of Life.